# سارینشن
سارینشن (به ارمنی: Սարինշեն) یک منطقهٔ مسکونی در جمهوری آرتساخ است که در استان هادروت واقع شده‌است.